# Лейк-Міллс (Айова)
Лейк-Міллс (англ. Lake Mills) — місто (англ. city) в США, в окрузі Віннебаго штату Айова. Населення — 2143 особи (2020).

## Географія
Лейк-Міллс розташований за координатами 43°25′1″ пн. ш. 93°31′56″ зх. д. / 43.41694° пн. ш. 93.53222° зх. д. (43.417083, -93.532196).  За даними Бюро перепису населення США в 2010 році місто мало площу 7,05 км², з яких 6,98 км² — суходіл та 0,07 км² — водойми.

## Демографія
Згідно з переписом 2010 року, у місті мешкало 2100 осіб у 944 домогосподарствах у складі 552 родин. Густота населення становила 298 осіб/км².  Було 1055 помешкань (150/км²).
Расовий склад населення:
| - 96,7 % — білих - 1,0 % — азіатів - 0,3 % — чорних або афроамериканців - 1,1 % — осіб інших рас |

До двох чи більше рас належало 0,8 %. Частка іспаномовних становила 3,6 % від усіх жителів.
За віковим діапазоном населення розподілялося таким чином: 22,3 % — особи молодші 18 років, 54,0 % — особи у віці 18—64 років, 23,7 % — особи у віці 65 років та старші. Медіана віку мешканця становила 45,3 року. На 100 осіб жіночої статі у місті припадало 91,8 чоловіків;  на 100 жінок у віці від 18 років та старших — 87,5 чоловіків також старших 18 років.
Середній дохід на одне домашнє господарство  становив 51 870 доларів США (медіана — 42 760), а середній дохід на одну сім'ю — 70 635 доларів (медіана — 63 125). Медіана доходів становила 41 435 доларів для чоловіків та 35 938 доларів для жінок. За межею бідності перебувало 8,6 % осіб, у тому числі 3,7 % дітей у віці до 18 років та 5,6 % осіб у віці 65 років та старших.
Цивільне працевлаштоване населення становило 929 осіб. Основні галузі зайнятості: виробництво — 28,0 %, освіта, охорона здоров'я та соціальна допомога — 20,6 %, роздрібна торгівля — 11,1 %, мистецтво, розваги та відпочинок — 7,1 %.